# فهرست فیلم‌های بن ۱۰
این نوشتار فهرستی از فیلم‌های بن ۱۰ است.

## انیمیشن سینمایی بن تن: راز آمنیتریکس
در سال ۲۰۰۷ اولین انیمیشن سینمایی بن تن با نام بن تن: راز آمنیتریکس ساخته کارتون نت‌ورک به بازار عرضه شد. در این داستان ساعت بن تن روی تخریب خودکار قرار می‌گیرد. بن تن راهی برای متوقف کردن تایمر انفجار ساعت خود پیدا نمی‌کند و باید برای جلوگیری از انفجار ساعت خود، سازنده ساعت را پیدا کند. بن توانست با کمک تتراکس و گوئن، سازنده ساعت یعنی آزموث را پیدا کند. آزموث به او یک موجود جدید برای مقابله با ویلگکس می‌دهد و …. این فیلم ۷۰ دقیقه‌ای در ۱۰ اوت ۲۰۰۷ پخش شد و هنوز هم از محبوب‌ترین فیلم‌های مجموعه بن تن است. این انیمیشن در وب‌سایت نمره‌دهی IMDb نمره ۷٫۳ از ۱۰ را گرفته‌است و در وب‌سایت بازبینی‌خوانی راتن تومیتوز، ٪۸۰ از ۶۱۲ بررسی منتقدین مثبت است.

## انیمیشن سینمایی بن تن: نابودی همه بیگانگان
انیمیشن بن تن: نابودی همه بیگانگان در سال ۲۰۱۲ توسط کشور آمریکا ساخته شده‌است. در حالی که بن با پایان تعطیلات تابستانی و آمنیتریکسِ بسیار آسیب دیده دست و پنجه نرم می‌کند، پدرِ آزموث سازنده آمنیتریکس فکر می‌کند که بن، آزموث را کشته‌است و در شکل یک مگا مورف (گونه آپگرید) برای انتقام و نابود کردن بن به زمین می‌آید…

## فیلم سینمایی بن تن: مسابقه با زمان (۲۰۰۷)
بعد از موفقیت انیمیشن سینمایی راز آمنیتریکس، نوبت به فیلم سینمایی بن۱۰: مسابقه با زمان رسید. این فیلم، اولین فیلم سینمایی بن تن بود که به شکلی غیر از انیمیشن وارد بازار می‌شد. در این فیلم اکشن و علمی-تخیلی بن تن از سفر به خانه برمی‌گردد تا با شخصیت‌های شروری که قصد نابودی بلوود را دارند مقابله کند. دشمن اصلی بن در این فیلم سینمایی، ایان است (ایان یک مسافر زمان است، او یک بن تنیسون از آینده است که دنیایش نابود شده و او تنها باقیمانده است). این فیلم به علت خارج شدن از سبک انیمیشن‌های بن تن چندان مورد استقبال قرار نگرفت.

## فیلم سینمایی بن تن: ازدحام بیگانه (۲۰۰۹)
فیلم سینمایی بن۱۰: ازدحام بیگانه در سال ۲۰۰۹ و به همان سبک بن۱۰: مسابقه با زمان ساخته شد. درواقع این فیلم به نوعی ادامه همان فیلم در نظر گرفته می‌شود. در بن۱۰: ازدحام بیگانه، بن تن برخلاف دستور پدربزرگ خود با دختر یکی از دشمنان قدیمی خود همکاری می‌کند تا از یک ازدحام همه‌جانبه بیگانگان و موجودات فضایی به زمین جلوگیری کند. در این فیلم موجودات فضایی با استفاده از بدن انسان‌ها قصد فتح جهان را دارند. این فیلم در ۲۵ نوامبر ۲۰۰۹ پخش شد و همانند نسخه قبلی خود با انتقادات زیادی روبه‌رو شد.

## انیمیشن تلویزیونی بن تن و ژنراتور رکس: اتحاد قهرمانان (۲۰۱۲)
این انیمیشن سینمایی ۴۶ دقیقه زمان دارد و به «بن تن و ژنراتور رکس: قهرمانان متحد» نیز معروف است. در این انیمیشن بن تنِ بیگانه تمام‌عیار به‌طور ناخواسته به بُعد ژنراتور رکس سفر می‌کند و همراه او موجودی به نام آلفا (که سزار (برادر رکس) او را ساخته ولی چون فکر کرده بیش از اندازه برای موجودات زنده خطرناک است او را به بعد بن تبعید کرده بود) نیز می‌آید. در ابتدا بن و رکس با هم دیگر در حال جنگ هستند ولی پس از مدتی هر دو می‌فهمند که طرف مقابل هم موجودات بدی نیستند و ابرقهرمان‌های خوبی نیز هستند و با هم دوست‌های خیلی خوبی می‌شوند. در ادامه فیلم، آلفا نزد سزار برمی گردد و از او کمک می‌خواهد، ولی سزار به او کمک نمی‌کند. در نتیجه آلفا برای این که زنده بماند و قوی تر شود، قدرت و ننایت موجودات دیگر را جذب کرده و نیروی امگا که نوعی ننایت بوده و رکس را از بقیه متمایز می‌کرد و به او قدرت ساخت وسایل مکانیکی را می‌داد را نیز جذب می‌کند و تبدیل به آلفا امگا شد. هیولایی تقریباً به اندازه موجود وی‌بیگِ بن تن. او می‌خواست که همه چیز و همه کس را نابود کند که خوشبختانه بن و رکس با همکاری همدیگر جلوی او را می‌گیرند. سزار، آلفا را در زندانی توپی شکل زندانی می‌کند، رکس نیروی امگای خود را پس می‌گیرد و برادرِ رکس، بن و آلفا را به بعد خودشان می‌فرستد تا بن، آلفا را در زندان خلأ چند بعدی (Null void) زندانی کند.